# 有田哲平の夢なら醒めないで
『有田哲平の夢なら醒めないで』（ありたてっぺいのゆめならさめないで）は、TBSテレビで2017年10月10日から2019年3月19日まで毎週火曜23:56 - 翌0:55（JST。火曜『テッペン!』枠）に放送されていたバラエティ番組である。有田のTBSバラエティーシリーズでもある。

## 概要
有田哲平の冠番組。本番組では、ゲストの「理想」と「現実」を思い描いて語っていくといった内容である。終盤には占い師・しいたけのアドバイス「しいたけリーディング」が送られる。
2018年5月1日放送分からは、吉田明世（TBSアナウンサー→降板後フリー転向）に代わって、フリーアナウンサーで元テレビ東京アナウンサーの大橋未歩がアシスタントに起用されることになった。大橋はフリー転身後、本番組が初のレギュラー出演となる。なお、大橋はテレビ東京時代に『アリケン』で有田とレギュラーで出演しており、この交代により約8年ぶりに有田と再び共演することになった。
当初はゲスト2名のロングインタビューおよび、既婚者の女性タレントが禁断の恋愛の妄想を本人主演のドラマで再現するという「人妻たちの夢醒め劇場」を主力コーナーとしていた。2018年以降は、何らかの共通点を持つ女性タレント（まれに男性タレント）を複数集めてのいわゆる「くくりトーク」が主力となった。
2019年4月より、月曜20時枠で『有田哲平と高嶋ちさ子の人生イロイロ超会議』が放送開始するため、同年3月19日をもって終了。

## 出演者

### MC
- 有田哲平（くりぃむしちゅー）

### アシスタント
- 吉田明世（当時TBSアナウンサー）- 初代（2017年10月10日 - 2018年4月24日）
- 大橋未歩（フリーアナウンサー） - 2代目（2018年5月1日 - 2019年3月19日）

## ネット局
| 放送対象地域   | 放送局                | 系列    | 放送日時                     | 放送開始日     | ネット状況 |
| -------------- | --------------------- | ------- | ---------------------------- | -------------- | ---------- |
| 関東広域圏     | TBSテレビ（TBS）      | TBS系列 | 火曜 23:56 - 翌0:55          | 2017年10月10日 | 制作局     |
| 岩手県         | IBC岩手放送（IBC）    | TBS系列 | 火曜 23:56 - 翌0:55          | 2017年10月10日 | 同時ネット |
| 山形県         | テレビユー山形（TUY） | TBS系列 | 火曜 23:56 - 翌0:55          | 2017年10月10日 | 同時ネット |
| 福島県         | テレビユー福島（TUF） | TBS系列 | 火曜 23:56 - 翌0:55          | 2017年10月10日 | 同時ネット |
| 静岡県         | 静岡放送（SBS）       | TBS系列 | 火曜 23:56 - 翌0:55          | 2017年10月10日 | 同時ネット |
| 鳥取県・島根県 | 山陰放送（BSS）       | TBS系列 | 火曜 23:56 - 翌0:55          | 2017年10月10日 | 同時ネット |
| 岡山県・香川県 | 山陽放送（RSK）       | TBS系列 | 火曜 23:56 - 翌0:55          | 2017年10月10日 | 同時ネット |
| 福岡県         | RKB毎日放送（RKB）    | TBS系列 | 火曜 23:56 - 翌0:55          | 2017年10月10日 | 同時ネット |
| 広島県         | 中国放送（RCC）       | TBS系列 | 火曜 23:56 - 翌0:55          | 2018年7月11日  | 同時ネット |
| 新潟県         | 新潟放送（BSN）       | TBS系列 | 月曜 23:56 - 翌0:55          | 2017年10月16日 | 遅れネット |
| 長崎県         | 長崎放送（NBC）       | TBS系列 | 月曜 23:56 - 翌0:55          | 2018年4月2日   | 遅れネット |
| 鹿児島県       | 南日本放送（MBC）     | TBS系列 | 水曜 0:05 - 1:05（火曜深夜） | 2017年10月25日 | 遅れネット |
| 北海道         | 北海道放送（HBC）     | TBS系列 | 水曜 0:27 - 1:27（火曜深夜） | 2018年4月4日   | 遅れネット |

### 過去のネット局
- 東北放送（TBC） 2017年10月10日 - 2018年12月18日

### 不定期放送
- 毎日放送（MBS） 2019年1月 - 主に金曜深夜0:20 - 1:20、または日曜深夜に放送。

## スタッフ
- ナレーター：平野文（青二プロダクション）
- 構成：桜井慎一、木南広明、アリエシュンスケ、一場麻美
- TM：荒木健一
- TD：江浦友樹
- カメラ：端坂嘉寛、水間淳一、荻(萩)野祐也
- VE：宮本民雄、高橋康弘、姫野雅美
- 音声：井上奈央子、清水拓
- 照明：遠藤和俊
- 美術プロデューサー：棚橋浩之
- 美術デザイナー：桝本瑠璃
- 美術制作：半田裕記、浅野美幸（浅野→2018年11月20日 - ）
- 装置：正代俊明
- 操作：佐藤翔太
- 電飾：森田光俊
- アクリル装飾：古川明音
- 装飾：深山健太郎
- 衣裳：志賀美千代
- 持道具：畠山浩義
- ヘアメイク：城所とも美
- 編集：大橋一明
- MA：的池将
- 音効：舛谷佑樹
- CG：大森清一郎
- イラスト：竹井千佳
- 編成：寺田裕樹
- 宣伝：藤原萌子
- WEBサイト：西岡恒平
- TK：常藤直子
- デスク：渡辺香織
- リサーチ：ライダーズオフィス
- AD：小澤萌、荒瀬将貴、窪田将大、近藤沙織、岡田賢二、玉村真紀、関根日菜、辻下晄、小林未来、太田優衣、岩城海星、小川瑞稀、江口晶美、桑原美咲季、櫻井慎太郎、工原紅音、野澤春奈、松澤寿明、中谷大智（週替り）
- ディレクター：西岡奈美、阿部裕一郎、前川コーファン、照井有、軸原資雄、権(椿)亨悟、金田勇樹、生駒真也、兼丸洋介、榛澤祥希（榛澤→以前はAD）、加藤丈博（週替り）
- ディレクター/演出：横田裕昌（担当回によって異なる）
- AP：大谷真弓
- 制作プロデューサー：林貴恵、好田康智、開発勇輔、伊藤実枝子、大木紀子、下田亮太、名田雅哉、田村裕行、飯塚優子、所俊輔（週替り）、木内美歩、今井真木子、関原奈津子（木内〜関原→2018年9月4日 -、以前はプロデューサー）（毎週）
- 演出：内田雅行、大楽和也、林博史、小田清仁、光用さやか、早田翔（週替り）
- 総合演出：川平秀二
- プロデューサー：寺田淳史、川島優子、松原拓也
- 制作協力：デージカンパニー、FOOLEN LARGE、ROFL、スクイズ
- 制作：TBSテレビ制作局制作2部
- 製作著作：TBS

### 過去のスタッフ
- TM：森享宏、小澤義春
- 美術プロデューサー：中西忠司
- 編成：上田淳也
- 宣伝：國井応起(記)
- AD：原田翔太、福田文香、岸本莉奈、塚原祐樹、大倉康平、金澤真由、黄羽薔、河野稚奈、中村結衣香、土屋友輝、荒瀬将貴、清野翔太郎
- ディレクター：青柳隼人、小松崎真彦、田中雄大、安部聖之
- 制作プロデューサー：伊達和輝、椿恵介、井上美里(早)、安部公代
- 演出：佐藤賢二、高橋謙
- プロデューサー：山本希恵
- 制作協力：テレバイダー